# 爝火錄
《爝火錄》，清初李天根撰，共三十二卷，「附記」一卷。
李天根以編年形式，排日編纂，以《明史》為經，摭拾《江南通志》、《山東通志》等各省通志，又取《李忠毅公年谱》、《御览资治通鉴明纪纲目三编》、《通鉴纪事本末》、《江阴守城死事诸人传》、《江阴守城记事》等，“讹者正之，伪者削之”，載甲申之變以後（1644年）南明福、潞、唐、桂、魯諸王事蹟，止於康熙元年（1662年）十一月二十三日魯王薨於金門。「附記」記康熙二年（1663年）至二十九年（1673年）鄭成功及其後人事蹟，亦涉及三藩之亂，此书大量保存了明末清初的奏疏和书牍。李天根形容南明政權是“地愈促、民愈穷、主愈孱弱、相愈庸鄙、将愈骄悍、卒愈惰、公战愈怯、私斗愈勇”，故書命名“爝火”，表示“速取灭亡”之意。《爝火錄》最早為湖州嘉业堂所藏，1937年影印发行。